# Piotr Nazimek
Piotr Nazimek (ur. 30 maja 1963 w Krakowie) – polski piłkarz, obrońca; młodzieżowy wicemistrz Europy U-18 z 1981 roku. Z GKS Katowice dwukrotnie zdobył Puchar Polski (w 1986 i 1991). W Ekstraklasie rozegrał 161 spotkań, zdobył 2 bramki.

## Życiorys
Wychowanek Orła Piaski Wielkie. Następnie reprezentował kluby:
- Cracovia
- GKS Katowice
- DJK Sportfreunde Langwasser
- Dalin Myślenice
- Okocimski KS Brzesko
- Karpaty Siepraw
- Andaluzja Rudy Rysie
- Rzezawianka Rzezawa
- Orkan Szczyrzyc